# Trojplátečka
Trojplátečka (Elliottia) je rod rostlin z čeledi vřesovcovité. Zahrnuje 4 druhy, rozšířené ve východní Asii a v Severní Americe.

## Druhy
- Elliottia bracteata Benth. & Hook.f.
- Elliottia muhlea Steud.
- Elliottia paniculata Benth. & Hook.f. f. albiflora (Y.Kimura) Yonek.
- Elliottia pyroliflora (Bongard) S.W.Brim & P.F.Stevens
- Elliottia racemosa Muhl. ex Elliott